# Pulvermaar mit Römerberg und Strohner Märchen
Das Naturschutzgebiet  Pulvermaar mit Römerberg und Strohner Märchen  liegt im Landkreis Vulkaneifel in Rheinland-Pfalz auf dem Gebiet der Ortsgemeinden Gillenfeld und Strohn. Das Gebiet erstreckt sich östlich des Kernortes Gillenfeld. Durch das Gebiet hindurch verläuft die Landesstraße L 16, am nordwestlichen Rand die Kreisstraße K 14 und östlich die B 421.

## Bedeutung
Das rund 113 ha große Gebiet wurde im Jahr 1984 unter der Kennung 7233-006 unter Naturschutz gestellt. Es umfasst einen Teil der Vulkanlandschaft der Eifel mit zwei Maaren sowie einem Tuff- und Schlackenkegel (Pulvermaar, Strohner Märchen und Römerberg).